# Arreux
Arreux est une commune française située dans le département des Ardennes, en région Grand Est.

## Géographie

### Description

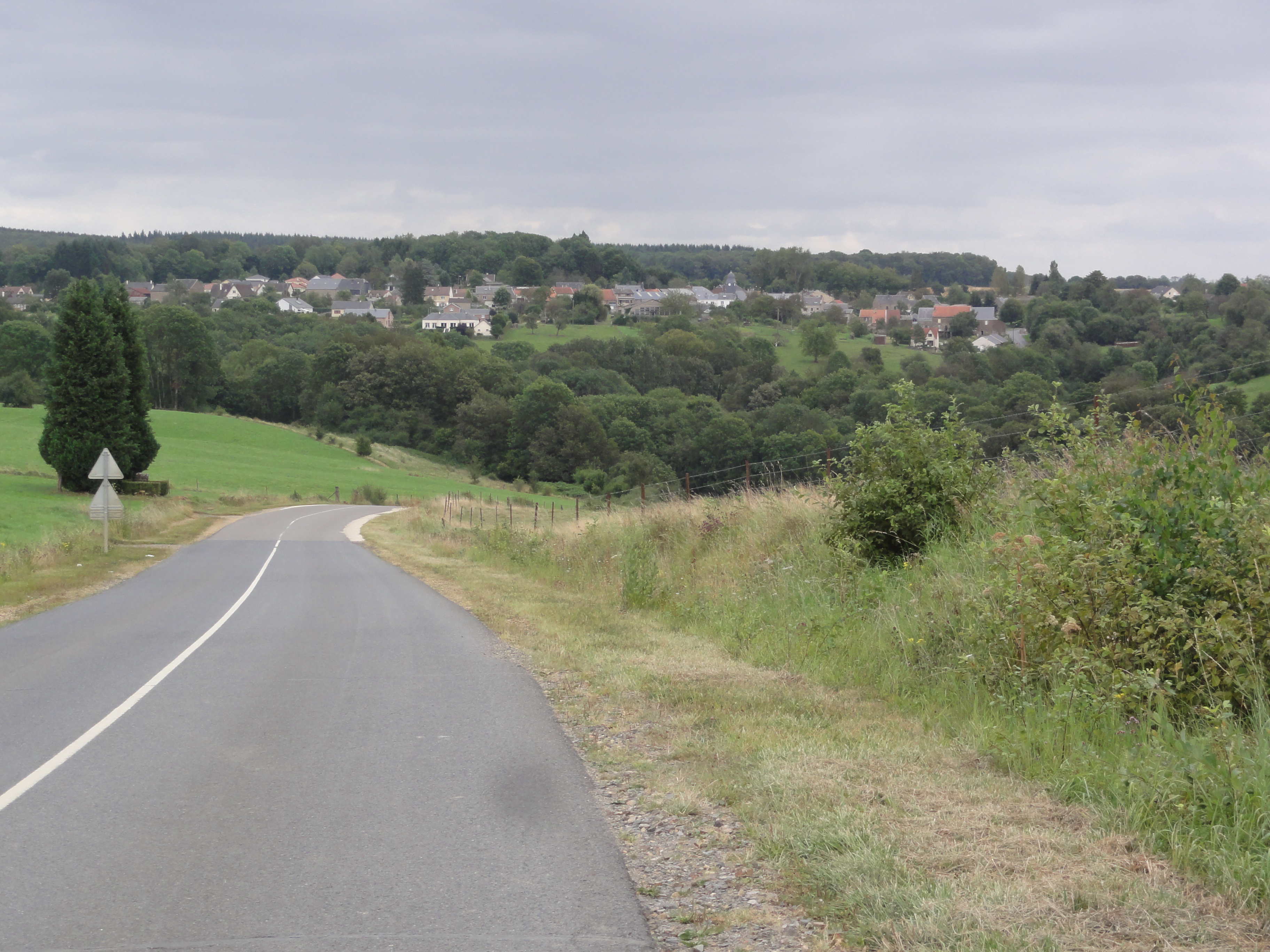
Le village vu de l'ouest.

Le village d'Arreux est situé dans une zone vallonnée en bordure du massif ardennais, entre Renwez et Charleville-Mézières. Il est très proche de la zone urbaine du chef-lieu des Ardennes, à moins de 9 km de la place Ducale.
Arreux a adhéré à la charte du parc naturel régional des Ardennes, à sa création en décembre 2011.
Le bois d'Arreux surplombe le bourg qui est lui-même en hauteur du ruisseau du fonds d'Arreux.
Il est traversé par la départementale 22. 

### Communes limitrophes
Les communes limitrophes sont  Cliron, Damouzy, Houldizy, Montcornet et Tournes.

### Hydrographie
La commune est dans le bassin versant de la Meuse au sein du bassin Rhin-Meuse. Elle est drainée par le ruisseau du Fond d'Arreux,.

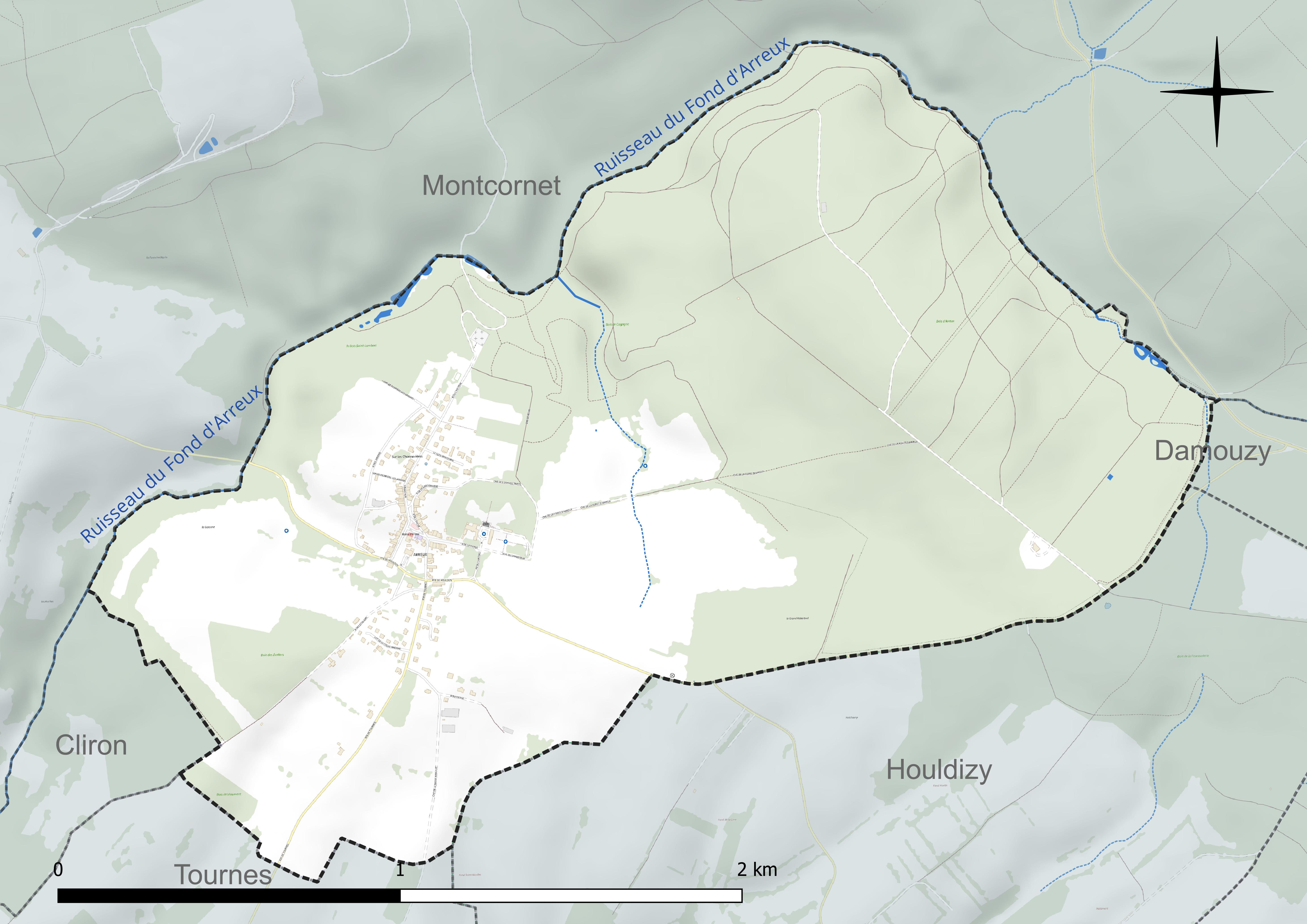
Réseaux hydrographique d'Arreux.

### Climat
Pour des articles plus généraux, voir Climat du Grand Est et Climat des Ardennes.
En 2010, le climat de la commune est de type climat de montagne, selon une étude du Centre national de la recherche scientifique s'appuyant sur une série de données couvrant la période 1971-2000. En 2020, Météo-France publie une typologie des climats de la France métropolitaine dans laquelle la commune est exposée à un climat océanique altéré et est dans la région climatique Lorraine, plateau de Langres, Morvan, caractérisée par un hiver rude (1,5 °C), des vents modérés et des brouillards fréquents en automne et hiver.
Pour la période 1971-2000, la température annuelle moyenne est de 9,3 °C, avec une amplitude thermique annuelle de 15,1 °C. Le cumul annuel moyen de précipitations est de 1 057 mm, avec 14,3 jours de précipitations en janvier et 10,1 jours en juillet. Pour la période 1991-2020, la température moyenne annuelle observée sur la station météorologique de Météo-France la plus proche, « Charleville-Méz. », sur la commune de Charleville-Mézières à 7 km à vol d'oiseau, est de 9,9 °C et le cumul annuel moyen de précipitations est de 928,4 mm. 
La température maximale relevée sur cette station est de 39,2 °C, atteinte le 25 juillet 2019 ; la température minimale est de −17,5 °C, atteinte le 1er janvier 1997,,.
Les paramètres climatiques de la commune ont été estimés pour le milieu du siècle (2041-2070) selon différents scénarios d'émission de gaz à effet de serre à partir des nouvelles projections climatiques de référence DRIAS-2020. Ils sont consultables sur un site dédié publié par Météo-France en novembre 2022.

## Urbanisme

### Typologie
Au 1er janvier 2024, Arreux est catégorisée commune rurale à habitat dispersé, selon la nouvelle grille communale de densité à 7 niveaux définie par l'Insee en 2022.
Elle est située hors unité urbaine. Par ailleurs la commune fait partie de l'aire d'attraction de Charleville-Mézières, dont elle est une commune de la couronne,. Cette aire, qui regroupe 132 communes, est catégorisée dans les aires de 50 000 à moins de 200 000 habitants,.

### Occupation des sols

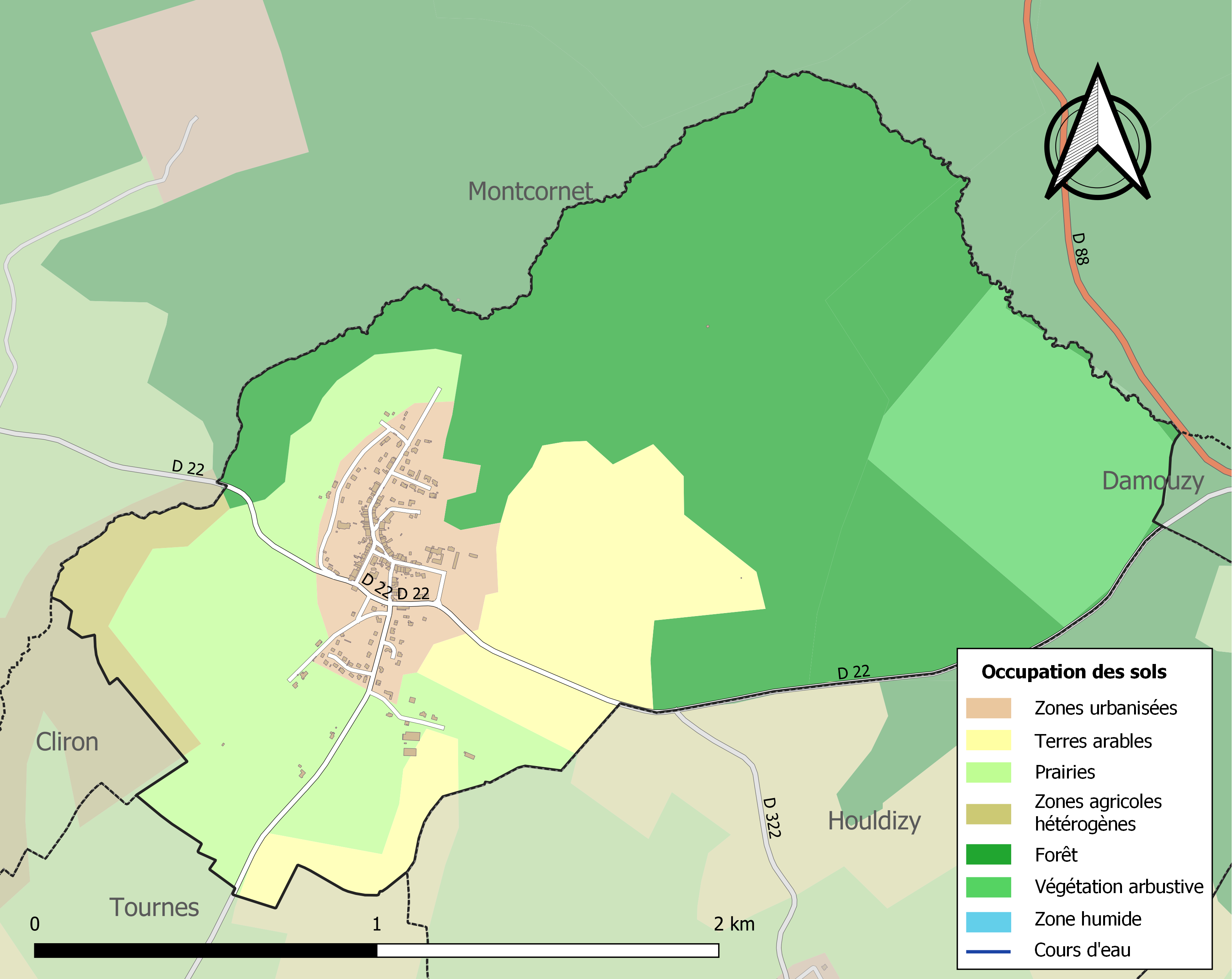
Carte des infrastructures et de l'occupation des sols de la commune en 2018 (CLC).

L'occupation des sols de la commune, telle qu'elle ressort de la base de données européenne d’occupation biophysique des sols Corine Land Cover (CLC), est marquée par l'importance des forêts et milieux semi-naturels (57,6 % en 2018), une proportion identique à celle de 1990 (57,6 %). La répartition détaillée en 2018 est la suivante : 
forêts (45,9 %), prairies (18,2 %), terres arables (14,2 %), milieux à végétation arbustive et/ou herbacée (11,7 %), zones urbanisées (7,4 %), zones agricoles hétérogènes (2,5 %). L'évolution de l’occupation des sols de la commune et de ses infrastructures peut être observée sur les différentes représentations cartographiques du territoire : la carte de Cassini (XVIIIe siècle), la carte d'état-major (1820-1866) et les cartes ou photos aériennes de l'IGN pour la période actuelle (1950 à aujourd'hui).

### Habitat et logement
En 2018, le nombre total de logements dans la commune était de 152, alors qu'il était de 147 en 2013 et de 136 en 2008.
Parmi ces logements, 90,7 % étaient des résidences principales, 2,6 % des résidences secondaires et 6,6 % des logements vacants. Ces logements étaient pour 98,7 % d'entre eux des maisons individuelles et pour 1,3 % des appartements.
Le tableau ci-dessous présente la typologie des logements à Arreux en 2018 en comparaison avec celle des Ardennes et de la France entière. Une caractéristique marquante du parc de logements est ainsi une proportion de résidences secondaires et logements occasionnels (2,6 %) inférieure à celle du département (3,5 %) et  à celle de la France entière (9,7 %). Concernant le statut d'occupation de ces logements, 86 % des habitants de la commune sont propriétaires de leur logement (83,3 % en 2013), contre 60,5 % pour les Ardennes et 57,5 % pour la France entière.
| Typologie                                               | Arreux | Ardennes | France entière |
| ------------------------------------------------------- | ------ | -------- | -------------- |
| Résidences principales (en %)                           | 90,7   | 85,1     | 82,1           |
| Résidences secondaires et logements occasionnels (en %) | 2,6    | 3,5      | 9,7            |
| Logements vacants (en %)                                | 6,6    | 11,4     | 8,2            |

## Toponymie

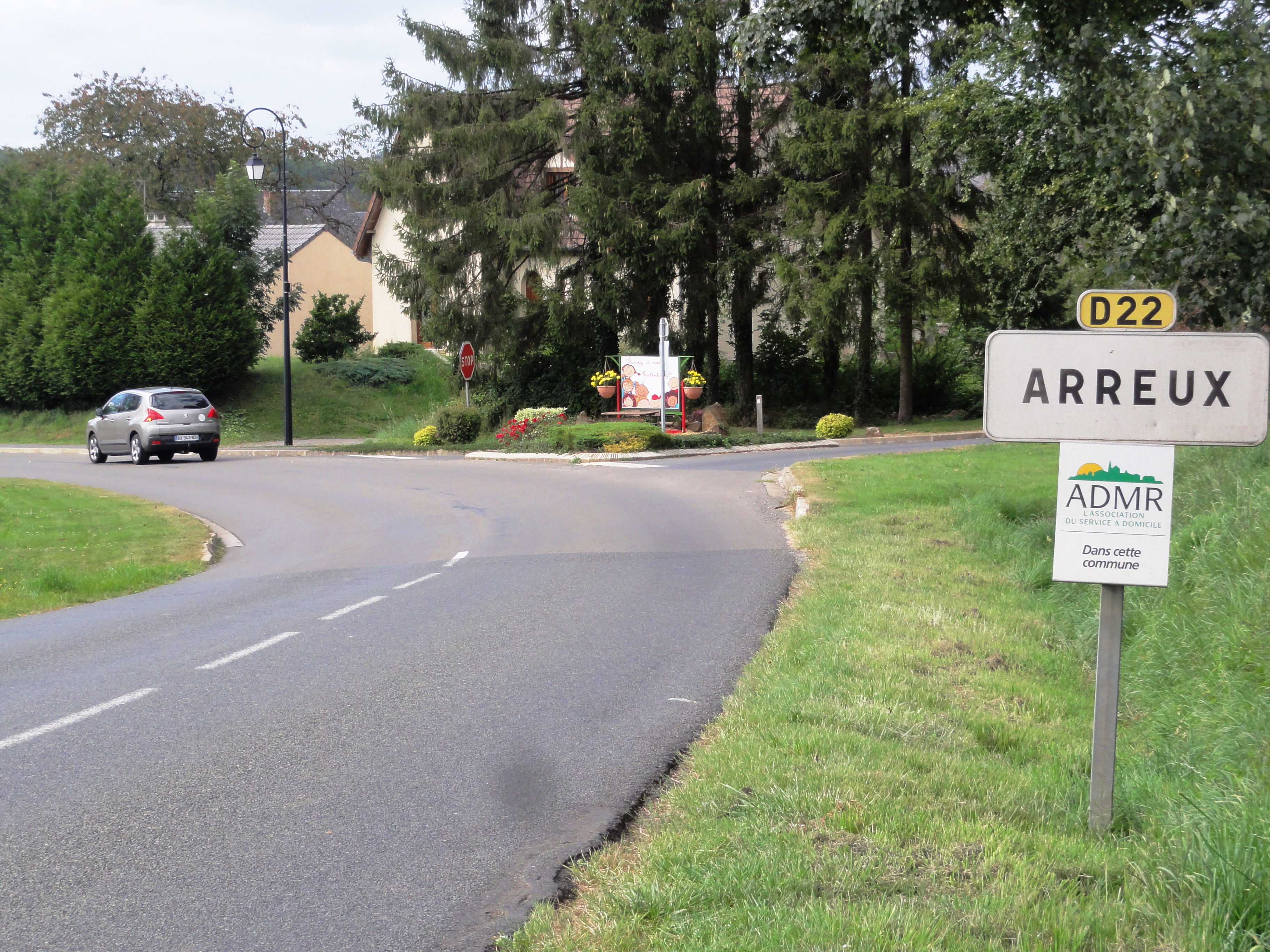

Albert Dauzat considère que l'étymologie d’Arreux s'explique par le latin *aratellum (non attesté), de aratella « terre labourable », tandis qu’Ernest Nègre identifie dans ce nom de lieu, le latin aridus « aride », dérivé avec le suffixe -osus, qui a régulièrement donné le suffixe -eux en français. Cependant, ils ne citent aucune forme ancienne, signe qu'ils n'en connaissent pas, ce qui rend ces deux hypothèses fragiles.

## Politique et administration

### Rattachements administratifs et électoraux

#### Rattachements administratifs
La commune se trouve dans l'arrondissement de Charleville-Mézières du département des Ardennes.
Elle faisait partie du canton de Renwez. Dans le cadre du redécoupage cantonal de 2014 en France, cette circonscription administrative territoriale a disparu, et le canton n'est plus qu'une circonscription électorale.

#### Rattachements électoraux
Pour les élections départementales, la commune fait partie depuis 2014 du canton de Nanteuil-le-Haudouin
Pour l'élection des députés, elle fait partie de la quatrième circonscription de l'Oise.

### Intercommunalité
Arreux était membre de la communauté de communes Val et Plateau d'Ardenne, un établissement public de coopération intercommunale (EPCI) à fiscalité propre créé en 2001 et auquel la commune avait transféré un certain nombre de ses compétences, dans les conditions déterminées par le code général des collectivités territoriales.
Conformément aux prescriptions de la loi de réforme des collectivités territoriales du 16 décembre 2010, qui a prévu le renforcement et la simplification des intercommunalités et la constitution de structures intercommunales de grande taille, cette intercommunalité a fusionné avec sa voisine pour former, le 1er janvier 2014, la communauté de communes Portes de France, mais Arreux et Houldizy ont alors intégré la communauté d'agglomération dénommée Ardenne Métropole dont elles sont désormais membres.

### Liste des maires
| Période   | Période                        | Identité                   | Étiquette | Qualité |
| --------- | ------------------------------ | -------------------------- | --------- | ------- |
| vers 1965 | mars 1972                      | Louis Savary de Beauregard |           |         |
| 1971      | mars 1983                      | Robert Ramacly             |           |         |
| mars 1983 | mars 2001                      | Yves Doe                   |           |         |
| mars 2001 | mai 2020                       | Robert Colson              | PS        |         |
| mai 2020  | été 2022                       | Emmanuel Roussel           |           |         |
| août 2022 | En cours (au 16 décembre 2022) | Agnès Henon                |           |         |

## Équipements et services publics
Les enfants de la commuine sont scolarisés avec ceux de Houldizy et de Damouzy dans le cadre d'un regroupement pédagogique intercommunal.

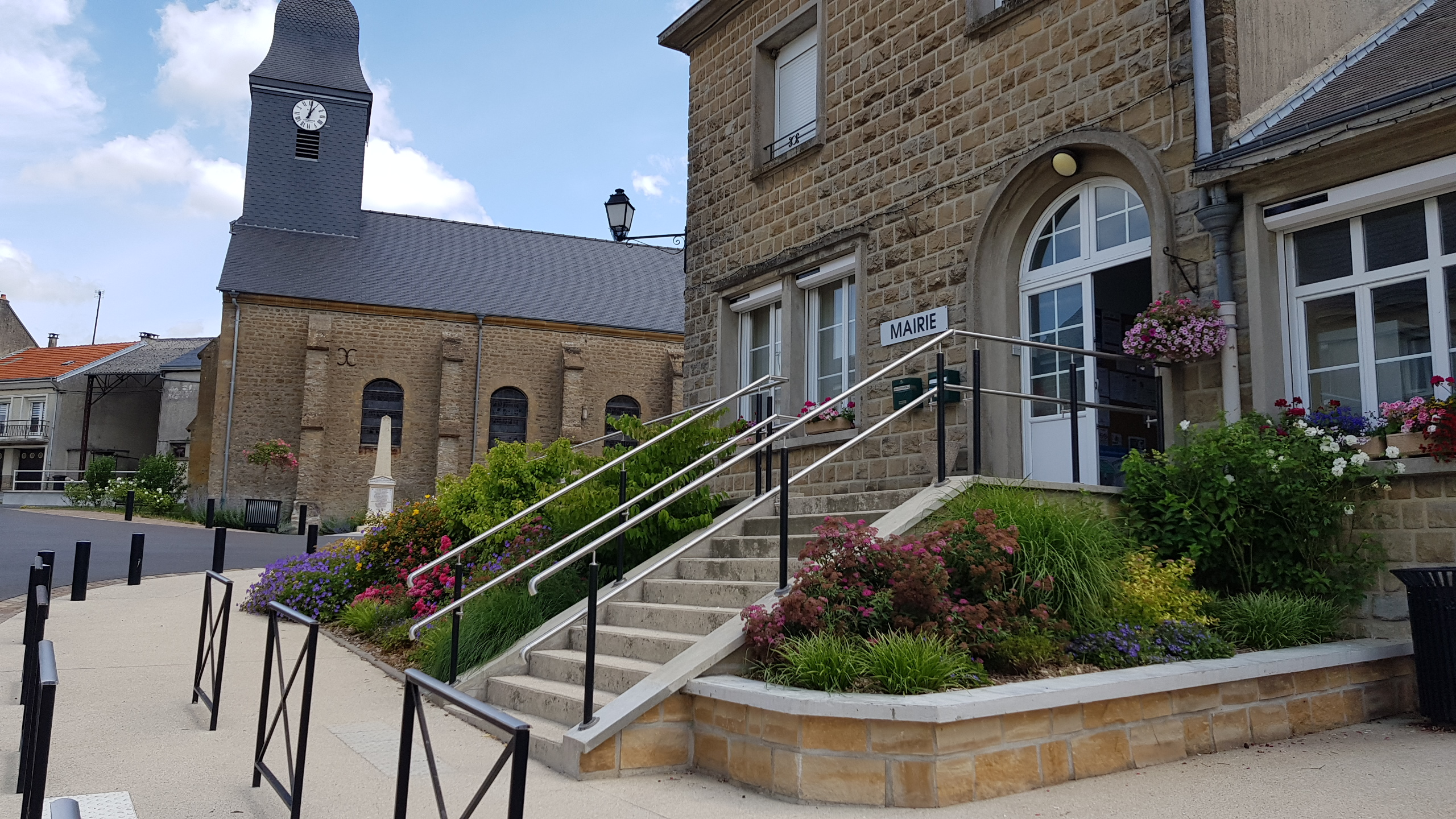
La mairie et l'église.
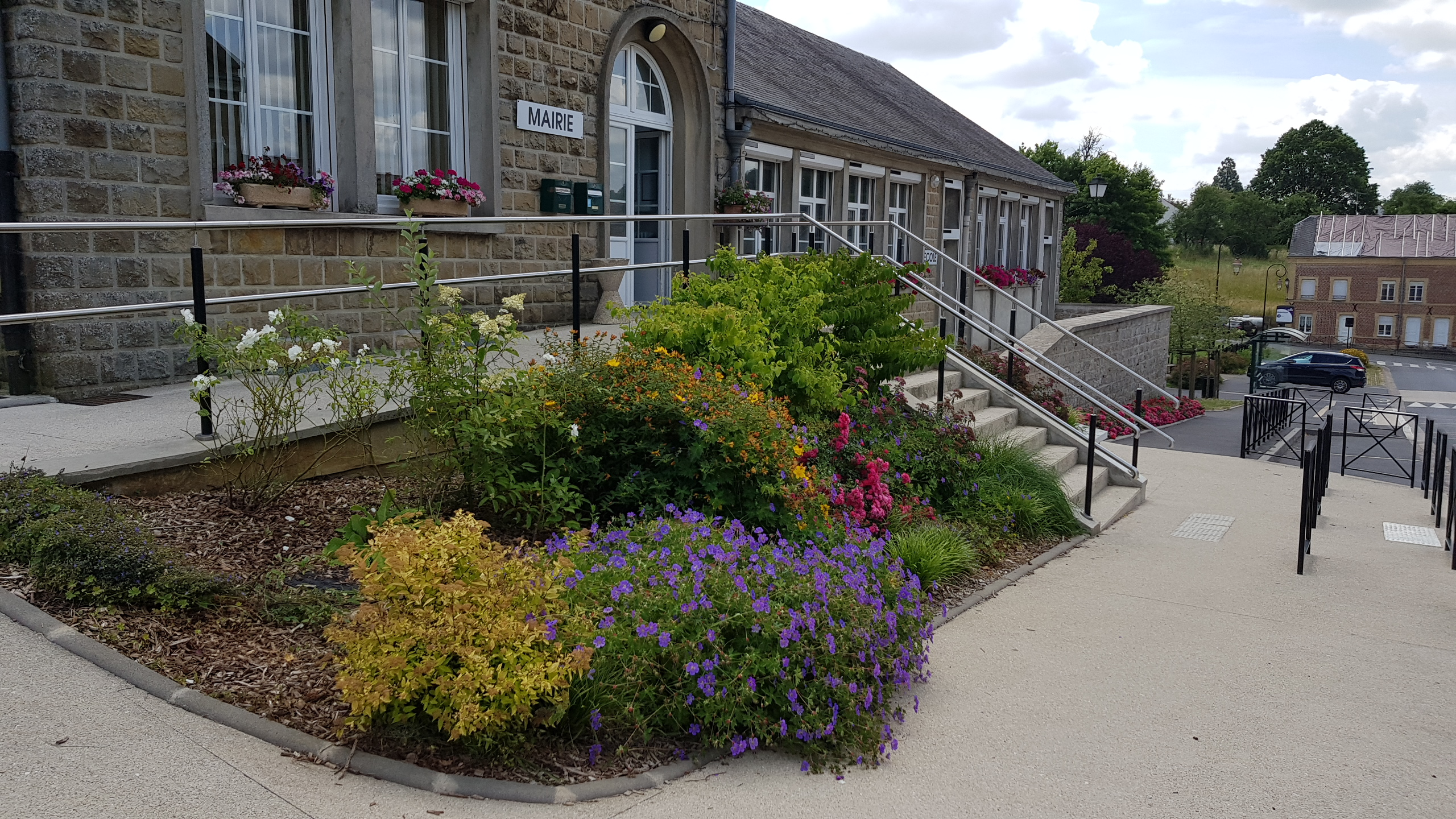
La mairie et l'école.
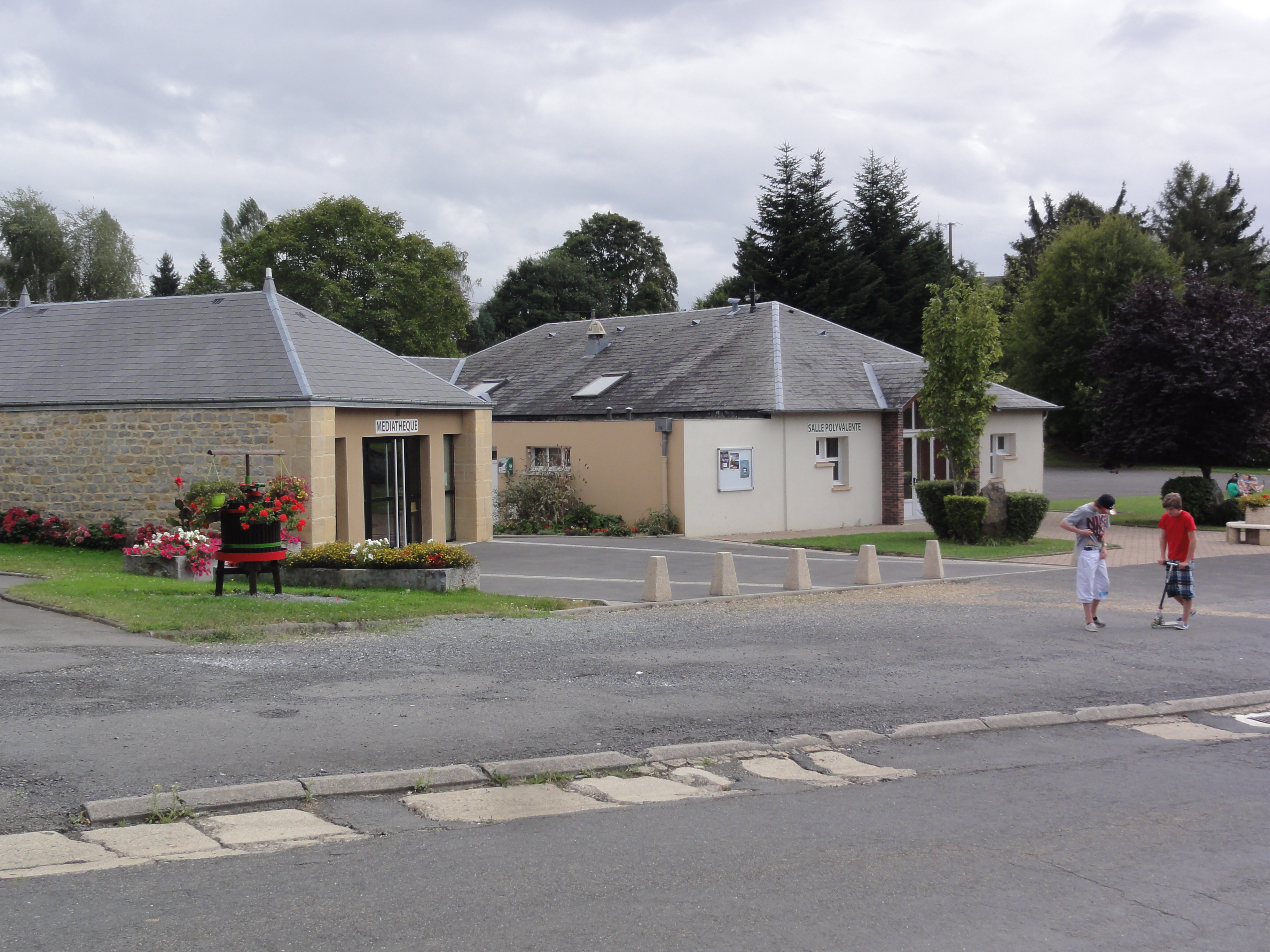
La médiathèque (ancien lavoir) et salle polyvalente.

## Population et société

### Démographie
L'évolution du nombre d'habitants est connue à travers les recensements de la population effectués dans la commune depuis 1793. Pour les communes de moins de 10 000 habitants, une enquête de recensement portant sur toute la population est réalisée tous les cinq ans, les populations de référence des années intermédiaires étant quant à elles estimées par interpolation ou extrapolation. Pour la commune, le premier recensement exhaustif entrant dans le cadre du nouveau dispositif a été réalisé en 2007.

En 2022, la commune comptait 342 habitants, en évolution de +4,27 % par rapport à 2016 (Ardennes : −2,97 %, France hors Mayotte : +2,11 %).
| 1793 | 1800 | 1806 | 1821 | 1831 | 1836 | 1841 | 1846 | 1851 |
| ---- | ---- | ---- | ---- | ---- | ---- | ---- | ---- | ---- |
| 220  | 234  | 232  | 248  | 303  | 307  | 306  | 278  | 282  |

| 1866 | 1872 | 1876 | 1881 | 1886 | 1891 | 1896 | 1901 | 1906 |
| ---- | ---- | ---- | ---- | ---- | ---- | ---- | ---- | ---- |
| 306  | 321  | 338  | 353  | 384  | 346  | 350  | 316  | 230  |

| 1911 | 1921 | 1926 | 1931 | 1936 | 1946 | 1954 | 1962 | 1968 |
| ---- | ---- | ---- | ---- | ---- | ---- | ---- | ---- | ---- |
| 225  | 233  | 228  | 212  | 224  | 153  | 211  | 205  | 199  |

| 1975 | 1982 | 1990 | 1999 | 2006 | 2007 | 2012 | 2017 | 2022 |
| ---- | ---- | ---- | ---- | ---- | ---- | ---- | ---- | ---- |
| 195  | 256  | 297  | 320  | 358  | 363  | 346  | 324  | 342  |

## Culture locale et patrimoine

### Lieux et monuments
- Église Saint-Lambert de 1811.
- Château d'Arreux (propriété privée). Le château, construit en 1756 comme maison des champs du gouverneur de Mézières, a été largement reconstruit avec des modifications sensibles, notamment par la suppression du dernier étage en attique d'origine, après un incendie qui l'a complètement ravagé au début de la Seconde Guerre mondiale. On trouve dans son parc une orangerie construite au début du XIXe siècle. C'est l'une des rares qui existe encore dans les Ardennes françaises[Note 5].

L'ancien château d'Arreux, représenté dans l'Album de Croy, n'a pas laissé de vestiges.
- Lavoir transformé en médiathèque.

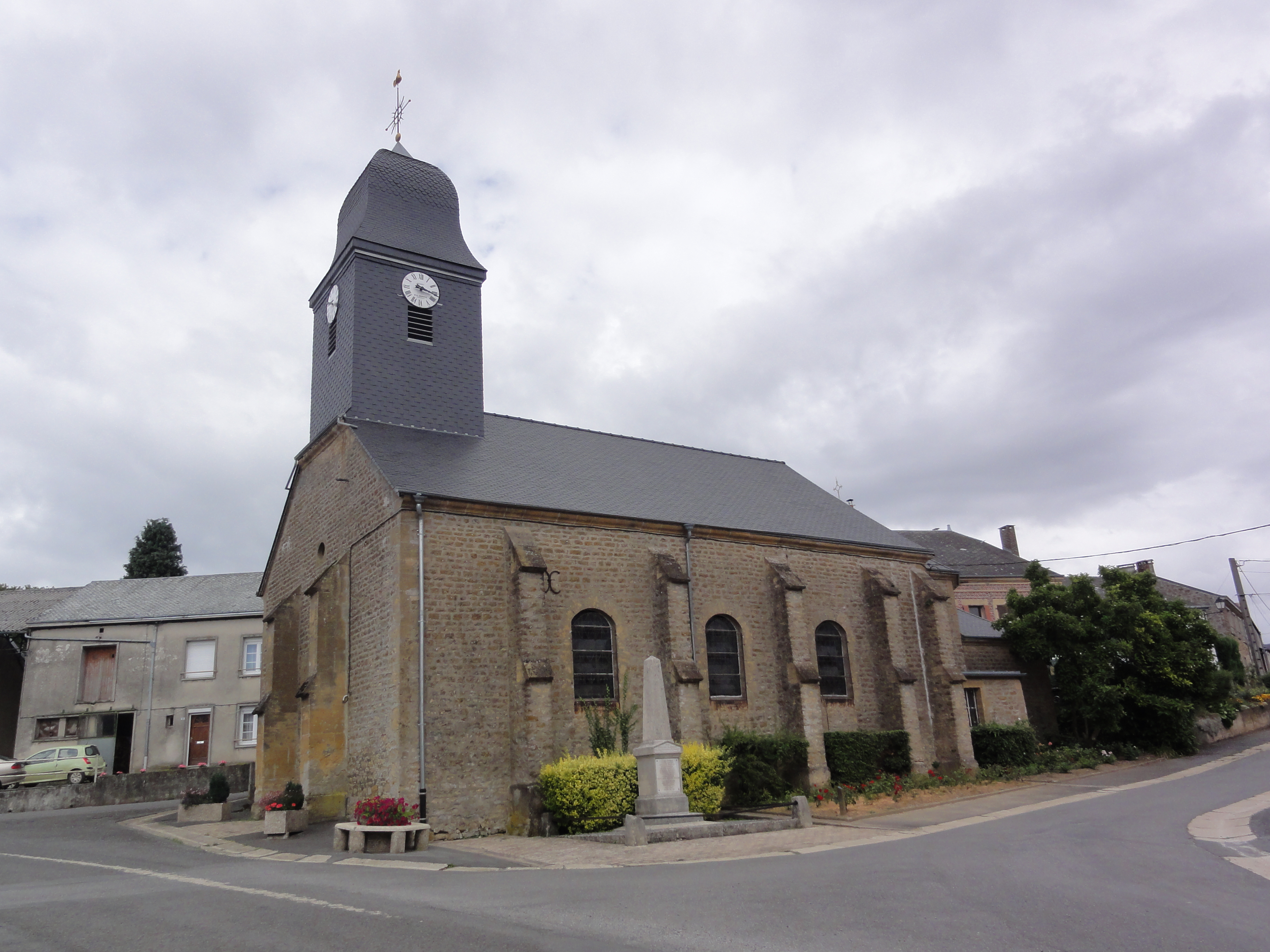
L'église Saint-Lambert...
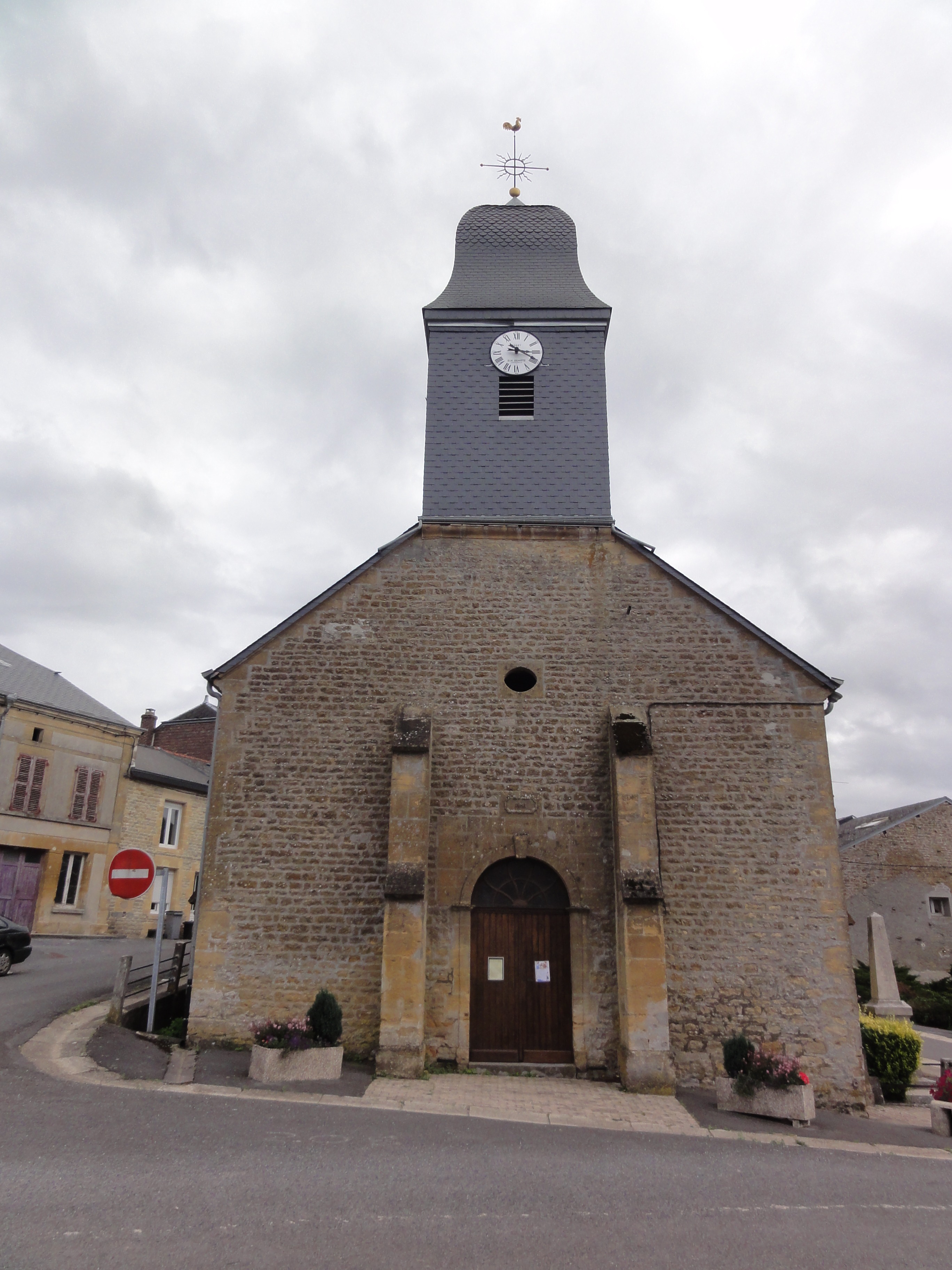
... et sa façade.
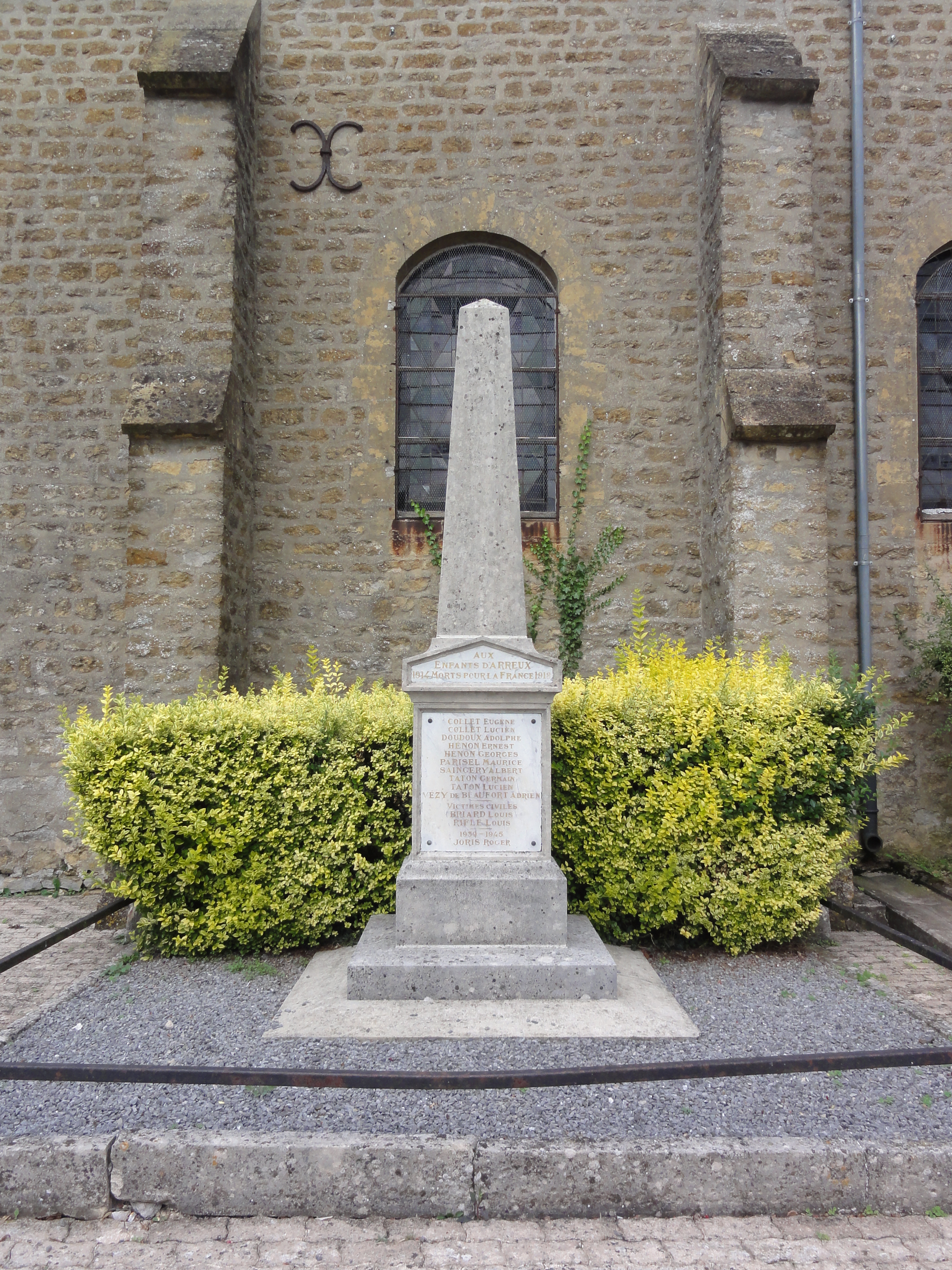
Monument aux morts.

### Héraldique

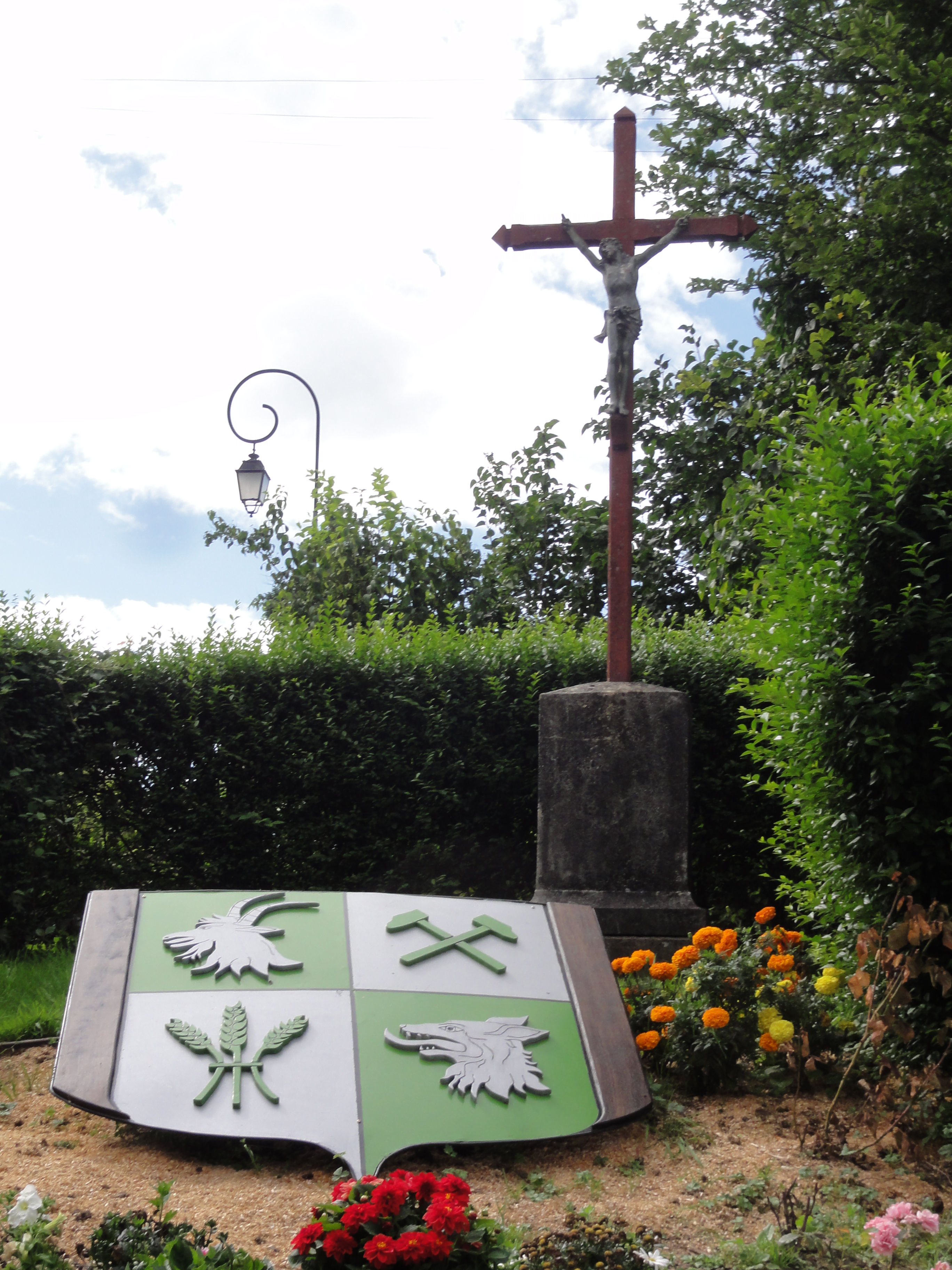
Blason et croix de chemin.

| Blason de Arreux | Blason  | Écartelé : au 1er de sinople à une tête de bouc arrachée d'argent, au 2e d'argent aux deux marteaux de sinople passés en sautoir, au 3e d'argent aux trois épis de blé empoignés et liés aussi de sinople et au 4e de sinople à une tête de loup aussi d'argent. |
| Blason de Arreux | Détails | Le statut officiel du blason reste à déterminer. |

## Pour approfondir